# The Journey and the Labyrinth
The Journey and the Labyrinth — четвёртый концертный альбом британского рок-музыканта Стинга, записанный при участии Эдина Карамазова. Он был выпущен в 2007 году на Deutsche Grammophon.
Альбом вышел на компакт-диске и представляет собой запись концерта в церкви Св. Луки, в Лондоне, а также на DVD в виде документального фильма, который включает в себя съемки с репетиций и живое выступление в церкви Св. Луки.
Стинг и Карамазов также сотрудничали в 2006 году над записью студийного альбома Songs from the Labyrinth. В основном произведения из этого альбома написаны Джоном Даулендом. Однако, в отличие от студийного альбома, живой альбом включает композиции XX века.

## Список композиций

### Компакт-диск
1. «Flow My Tears (Lachrimae)» — 4.41
2. «The Lowest Trees Have Tops» — 2.25
3. «Fantasy» — 2.46
4. «Come Again» — 2.53
5. «Have You Seen the Bright Lily Grow» (lyrics by Ben Johnson) — 2.38
6. «In Darkness Let Me Dwell» — 4.05
7. «Hellhound on My Trail» (Robert Johnson) — 3.15
8. «Message in a Bottle» — 5.58

### DVD-диск
1. «Come Again»
2. «Project Origin»
3. «Can She Excuse My Wrongs»
4. «The Lute and the Labyrinth»
5. «The Lowest Trees Have Tops»
6. «Flow My Tears»
7. «Dowland’s Exile»
8. «Clear and Cloudy»
9. «Political Intrigue»
10. «Have You Seen the Bright Lily Grow»
11. «Weep You No More, Sad Fountains»
12. «Le Rossignol»
13. «Religion»
14. «Sting and the Lute»
15. «Come, Heavy Sleep»
16. «In Darkness Let Me Dwell»
17. «Choir Rehearsal»
18. «Fine Knacks for Ladies»
19. «Can She Excuse My Wrongs»